# Ernest Grandidier

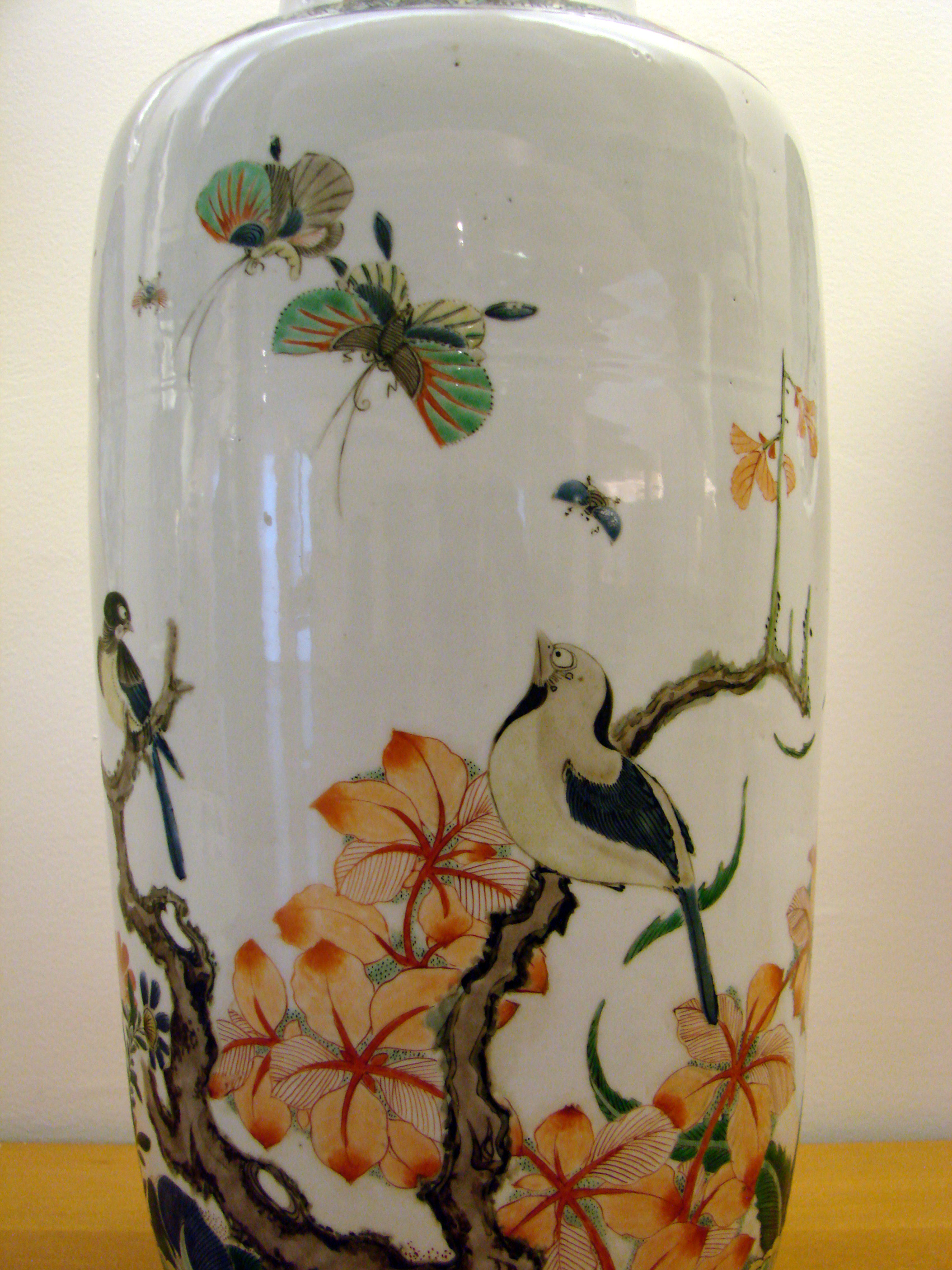
Vase, dynastie Qing, période Kangxi (1662-1722), 18ème siècle. Musée Guimet, París.

Ernest Grandidier (1833 –1912) fue un francés magnate, naturalista y coleccionista de arte.
La familia Grandidier fue muy rica y en 1857 Ernest con su hermano Alfred (1836-1921) y su tutor Pierre Janssen emprendieron un viaje a las Américas. Dejando París arribaron a Liverpool, para llegar al norte de América llegando a Canadá luego cruzaron Estados Unidos hasta Nueva Orleans. Después de cinco meses Janssen se sintió enfermo y tuvo que retornar a Francia, pero los hermanos continuaron con su viaje rumbo a Sudamérica en 1858 y 1859. En aquel entonces se dirigieron para Bolivia y Perú, donde exploraron los minerales de la región, además de visitar también Chile y el paso entre Santiago y Buenos Aires. Retornaron a Francia con una extensa colección geológica, zoológica y botánica. Ernest publicó un informe de sus expediciones y colecciones en 1861 como: Voyages dans Amerique du Sud, Perou et Bolivie (París, J. Claye for Michel Levy Freres).
Más tarde Ernest Grandidier fue designado Auditeur en el Conseil d'État. Después de 1870, viajó para el continente asiático y para la India en especial donde se convirtió en especialista del arte de China. También donó una gran porción de su colección personal de porcelanas para el Louvre en 1894, esta hoy se encuentra en el Guimet en París.
También escribió La Ceramique Chinoise, Porcelain Orientale París Librairie De Firmin-Didto Et Cie (1894) y muchos otros artículos referentes a la cerámica china.
Además de un entusiasta fotógrafo, tomando fotos de todos sus viajes y de las personas que conoció. El Guimet mantiene su archivo fofográfico.